# Де Хан, Мейер
Мейер Исак де Хан (14 апреля 1852, Амстердам — 24 октября 1895, Амстердам) — нидерландский живописец.
Родился в богатой еврейской семье предпринимателя. В Амстердаме рисовал портреты, среди его учеников были Иосиф Якоб Исааксон, Луис Харц и Барух Лопес Лео де Лагуна. В 1887 году отправляется в Париж для изучения живописи, здесь он встречает и живёт непродолжительное время с Тео ван Гогом, через него знакомится с Камилем Писсаро и с Полем Гогеном. Тео ван Гог представил Мейера своему брату Винсенту, с которым он позже обменялся несколькими письмами. В Бретани Де Хан поддерживал связь с Мари Генри, владелицей приморского гостиничного кафе «Buvette de la plage», где Де Хан и Гоген поселились в 1890-1891 годах. Они покрывали стены столовой импрессионистскими фресками, которые были напечатаны только в 1920-х годах. Мари Генри родила дочь, которую назвали Идой, но Де Хан вскоре вернулся в Амстердам. Работает совместно с художниками школы Понт-Авена.
Сегодня бар «Buvette de la plage» был восстановлен до своего прежнего облика, с современными репродукциями, установленными для замены оригинальных настенных росписей. 
В 2010 году в музее Орсе была организована выставка работ Де Хана.
Картина Мейера де Хана «Автопортрет» (1890) была похищена из музея Кюнстхал в Роттердаме вместе с семью другими картинами ориентировочной общей стоимостью 100—200 миллионов долларов. Среди похищенных полотен работы Клода Моне («Мост Ватерлоо, Лондон», 1901 и «Мост Чаринг-Кросс, Лондон», 1901), Пабло Пикассо («Голова Арлекина», 1971), Поля Гогена («Девушка перед открытым окном», 1898), Анри Матисса («Читающая девочка в белом и жёлтом», 1919) и Люсьена Фрейда («Женщина с закрытыми глазами», 2002). Всего в день кражи в залах музея находились работы более чем 150 авторов авангарда, такая масштабная и представительная выставка была приурочена к 20-летию музея.
Полиция быстро вышла на след похитителей, к началу 2013 года подозреваемые были арестованы. В июле 2013 года мать подозреваемого Раду Догару, созналась, что сожгла картины в печи в своём доме, чтобы уничтожить улики. До этого она хранила их некоторое время в чемодане, закопанными на кладбище в деревне Караклиу в Румынии. При обыске её дома в печи были обнаружены пигмент и гвозди, соответствующие времени написания картин.

## Работы

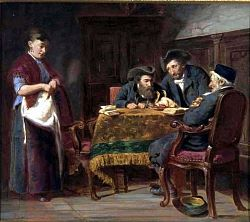
Сложный  вопрос, 1880
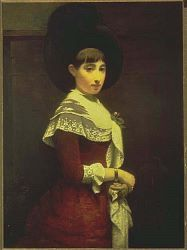
Портрет юной  еврейской девушки, 1886
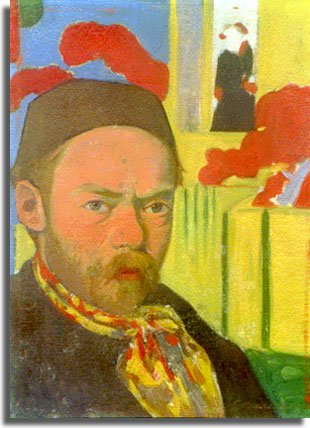
Автопортрет, 1889-1891
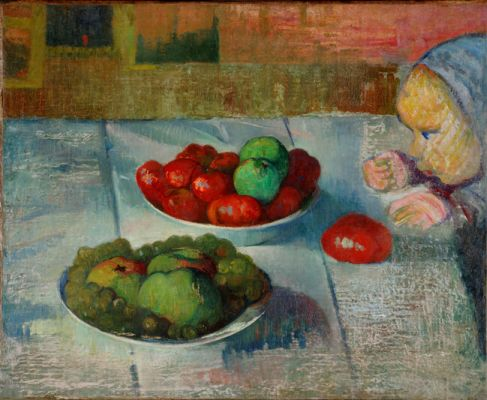
Натюрморт. Профиль Мими, 1889-1890
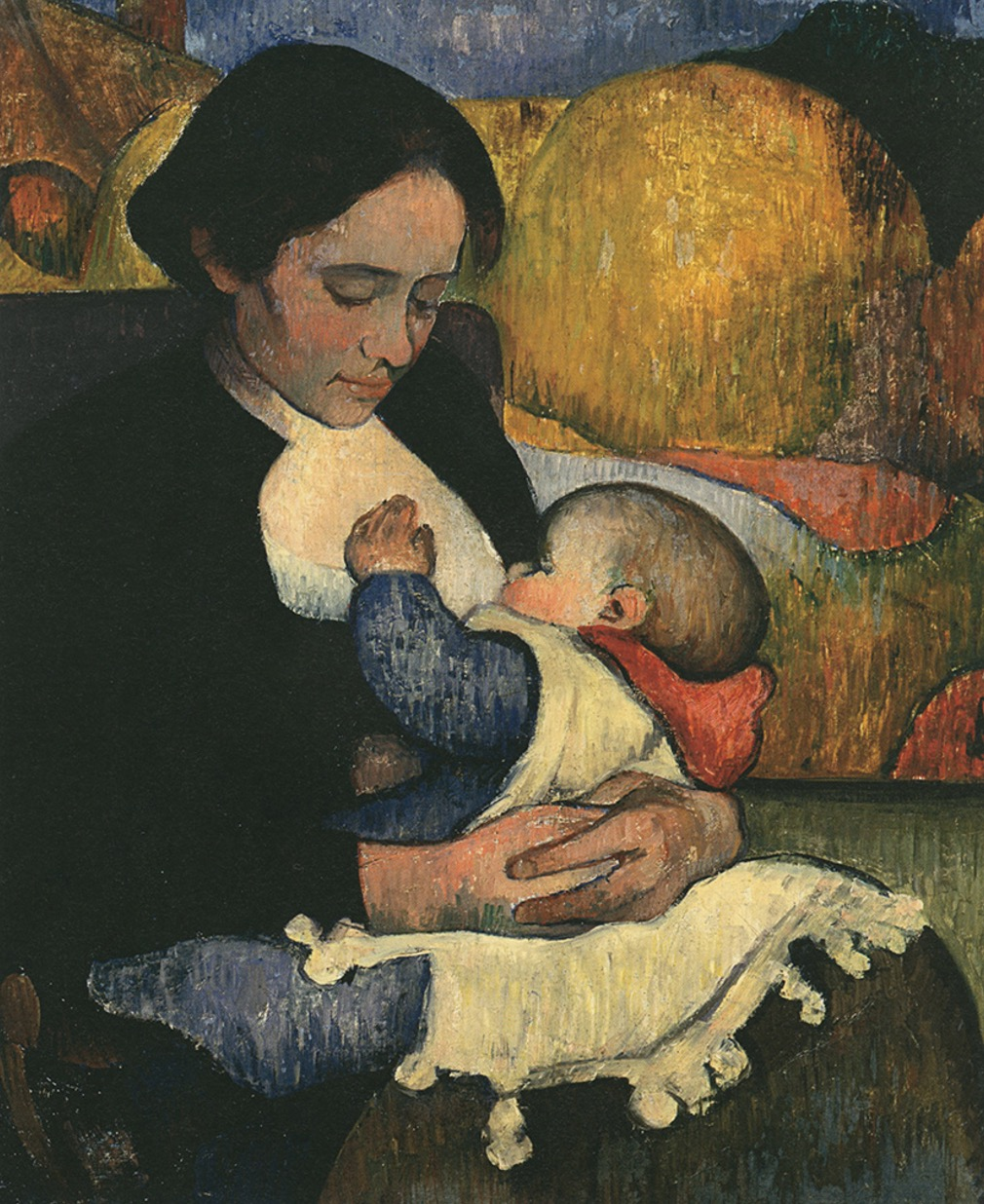
Материнство, 1890